# Cecilia von Gegerfelt
Cecilia von Gegerfelt, född 5 juni 1885 i Boulogne-sur-Seine i Frankrike, död 8 oktober 1971 i Stockholm, var en svensk konstnär (målare). Hon var dotter till Wilhelm von Gegerfelt och Gunhild Baalack, och mellan 1909 och 1942 gift med John Olander.
Gegerfelt studerade konst i Dresden 1901–1902 och vid danska konstakademien 1902–1906 samt för Carl Wilhelmson 1906–1908 och under studieresor till Italien. Hennes konst består av landskapsmotiv i olja eller akvarell. Hon målade en stor mängd gatumotiv från livliga gator i Paris, Rom och Venedig med flera städer. Bland de svenska motiven har hon främst avbildat olika miljöer från Hallands Väderö och Torekov. Gegerfelt är representerad vid bland annat Nationalmuseum.